# Флеминг (Мисури)
Флеминг (енгл. Fleming) град је у америчкој савезној држави Мисури.

## Демографија
По попису из 2010. године број становника је 128, што је 6 (4,9%) становника више него 2000. године.
| Група             | 2000.       | 2010.       |
| Белци             | 120 (98,4%) | 125 (97,7%) |
| Афроамериканци    | 0 (0,0%)    | 0 (0,0%)    |
| Азијати           | 0 (0,0%)    | 0 (0,0%)    |
| Хиспаноамериканци | 0 (0,0%)    | 1 (0,8%)    |
| Укупно            | 122         | 128         |